# Золінник (горщик)
Золінник (горщик на оказію, комашнєк) — глиняний горщик для прання (бучіння) та вилужування, а також для приготування їжі на великі свята — весілля, хрестини та також — на поминання.

## Походження та класифікація горщиків
В народі були відомі принаймні дві системи класифікації глиняних горщиків — по розміру і призначенню.
Згідно другої категорії, горщики називали борщівник — для борщу), кашник — для каші, молошник — для молочних страв, а золільник — для зоління білизни.
Назва «золільник» похідна від способу використання цього посуду — в ньому кип'ятили воду для заливання одягу в жлуктах під час зоління (прання за допомогою золи).

## Додаткове призначення посуду
Перш за все в золільниках кип'ятили воду для прання білизни й купання дітей, але в них також готували страви на весілля чи похорони, а в інший час використовували для тримання солонини, води, збіжжя.
Призначення «горщика на оказію» жителька села Бубнівки Ганя Ганчар пояснила так: «Великі горшки на велику оказію робили: такі великі робили, що три відра води влізе. У пічі в таких горшках не варили: бувало на велику оказію огонь лежить на землі, кругом стоять горшки, посеред двора варили; горщика за вухо, було, обертають, — то тим, то цим боком до вогню; удвох або втрьох такого горщика виносять, годній жінці його не можна й двигнути».
На Гуцульщині великі горщики використовували також для приготування святкової їжі (на весілля, хрестини, похоронний обід — комашню), можливо, звідси їм і назва — «комашнєники».

## В літературі
Бувало, як попотягаєш золінники, то й у грудях болить, і руки неначе не свої,- аж не чуєш (Мирний, І, 1954, 71).
Також, згадування про золінник трапляється у книзі «Розповіді про кераміку» авторки Nataliia Krutenko.